# Commentaria super Usaticis Barchinone

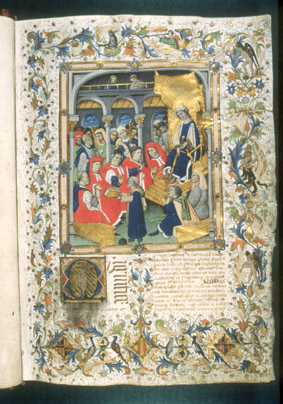
Folio de los Commentaria super Usaticis Barchinone. AHCB
Jaume Marquilles los entrega a los Consejeros de Barcelona

Commentaria super Usaticis Barchinone es una obra del jurista catalán Jaume Marquilles sobre los Usatges de Barcelona

## El autor
Son escasos los datos biográficos conocidos de Jaume Marquilles, jurista y eclesiástico. Nacido en Barcelona en 1367 y fallecido en 1451, cursó los estudios de jurisprudencia en el Estudio General de Lérida. Ejerció algún tiempo el cargo de vicario general de la diócesis de Vich durante el pontificado de Jordi d’Ornós, obispo de esta sede entre los años 1424 y 1445. Ejerció de vicecanciller del rey Martí. Al final de su vida era presbítero en la catedral de Barcelona. Además de los Comentarios de los Usatges de Barcelona, parece ser que hacia el año 1450 redactó un nobiliario de Cataluña.

## La obra
Jaume Marquilles expone en su obra los Usatges (usos o costumbres) de Barcelona y los comenta, de manera que gracias a esta exposición se han podido conservar interesantes datos sobre el derecho consuetudinario catalán, como es el caso de en qué momento un Usatge en concreto fue incorporado a la compilación general de los Usatges de Barcelona.
Jaume Marquilles dio por acabada esta inmensa obra, escrita en latín, el martes 2 de abril de 1448, reinando Alfonso V de Aragón, según hace constar al final de la dedicatoria del libro a los consejeros de la ciudad de este año. Los consejeros Bernat sa Pila, Pere Romeu, Pere Serra, Berenguer Llull y Felip de Ferrera habían sido elegidos el 30 de noviembre de 1447, solemnidad de San Andrés y día en que eran escogidos anualmente los nuevos consejeros de Barcelona. Marquilles afirma en la misma dedicatoria que ha cumplido 81 años y que no disfruta de ningún beneficio eclesiástico, a excepción de una capellanía en la seo de Barcelona que le proporciona una renta de más o menos siete libras y media. 
La obra fue un encargo de los magistrados barceloneses a Jaume Marquilles para que elaborara una exposición y comentarios de los Usatges de Barcelona, donde debía refundir en una sola compilación toda la producción anterior sobre la materia escrita por jurisconsultos y tratadistas de reconocido prestigio: Jaume de Montjuïc, Bertran de Seva, Jaume de Vallseca, Jaume Callís, entre otros. 
El jurista Joan-Andreu Riquer, doctor en leyes, juez de la corte real y miembro del Consejo real, prologó y mandó imprimir a su cargo, en 1505, la obra de Jaume Marquilles. El impresor alemán Joan Luschner finalizó la edición en Barcelona el 7 de septiembre.
La estampación, bajo el título de Comentaria Jacobi de Marquilles super Usaticis Barchinone, está dedicada por el citado Joan-Andreu Riquer a Pere de Cardona, obispo de La Seu d’Urgell y canciller del Principado de Cataluña. Esta primera y bella edición gótica de 1505 continúa siendo hoy la única edición existente de la obra de Jaume Marquilles. La densa tipografía a dos columnas y la abundancia de abreviaturas y de citas jurídicas, a la manera de los manuscritos coetáneos, dificultan la consulta y el aprovechamiento de la obra de Marquilles, que ciertamente reclama desde hace años una reedición bien anotada.

## El manuscrito del Archivo Histórico de la Ciudad de Barcelona
El Archivo Histórico de la Ciudad de Barcelona conserva, entre su fondo de códices, el manuscrito que contiene los Comentarios sobre los Usatges de Barcelona que Marquilles escribió por encargo de los magistrados de la ciudad. El códice es un voluminoso libro de 398 folios, de unos 405 por 280 milímetros cada folio, escrito a dos columnas. La encuadernación es moderna, del siglo XIX, en piel roja con ornamentaciones florales, estampaciones doradas y dos broches metálicos. En el lomo está grabado en caracteres dorados: MARQUILLES. IN USÁTICA [sic!] BARCINONE COMMENTARIA. 1448. La reencuadernación actual, que debió sustituir a la antigua, probablemente muy deteriorada, comportó el recorte de los márgenes del códice sin que este hecho afectara a la escritura, ya que los márgenes son muy generosos; en cambio sí resultó afectada la foliación de los primeros 197 folios, desaparecida y sustituida recientmente por una numeración a lápiz. El encuadernador puso especial cuidado en no recortar los márgenes del primer folio, completamente lleno de ornamentación y que contiene en su parte central una miniatura extraordinaria; afortunadamente, el margen exterior derecho del códice fue doblado hacia dentro para salvarlo del corte de la guillotina.

## Otros detalles del manuscrito
La documentación del Archivo Histórico de la Ciudad de Barcelona permite saber detalles de la historia externa del manuscrito, así como algunas cantidades que el tesorero de la ciudad iba pagando a cuenta del libro: a unos pergamineros por la compra de las pieles, al copista del libro, al encuadernador, etc. La escritura del códice es obra del copista Joan Esteve, según hace constar él mismo en el explicit del libro, en el último folio: Qui me scribebat Johannes Stephani nomen habebat, cui Deus det suam gratiam et post mortem vitam eternam. Amen. 

## Las ilustraciones
El primer folio del manuscrito que sigue a los ocho que contiene su índice, está ocupado en su totalidad por una gran ilustración que enmarca las primeras trece líneas del texto escrito. La miniatura central se presenta rodeada de grandes orlas decoradas con elementos florales que llenan completamente los márgenes y en los cuales se distribuye una gran variedad de pájaros y otros animales, así como pequeños personajes alados y músicos. La letra capital M de Magnifice contiene en su interior la figura del Crucificado. 
La gran miniatura central representa el momento en que Jaume Marquilles hace entrega a los cinco consejeros de Barcelona de su libro ya terminado, en presencia de un mandatario sentado en su trono y sosteniendo en las manos una gran espada, personaje que se ha querido identificar con la reina María, esposa y lugarteniente general del rey Alfonso, en aquel entonces residente en Nápoles.
Esta miniatura ha suscitado mucha discusión entre los estudiosos no solamente sobre su problemática autoría, sino también sobre la posibilidad que pueda representar un acto realmente cumplido, con los personajes retratados con autenticidad. 
A partir de un asiento de cuentas un poco ambiguo, hoy en día se admite generalmente que el pintor barcelonés de retablos Bernat Martorell habría preparado la composición de la escena, mientras que Bernat Rauric, iluminador de libros, también barcelonés y bien documentado en otros trabajos, habría ejecutado materialmente la representación de la obra, y también habría terminado las letras capitales, el índice, los calderones y otros elementos decorativos.